# Alfredo Ugarte
Alfredo Ugarte, född 1903, var en friidrottare från Chile. Han deltog vid olympiska sommarspelen 1924 och olympiska sommarspelen 1928.